# Liste des aires protégées de l'oblast de Léningrad
La liste des aires protégés de l'oblast de Léningrad comprend au 31 décembre 2022 55 aires protégées, d'une superficie totale de 605 300 hectares, soit 7,21 % de la superficie totale de l'oblast,. 

## Nombres
Au 31 décembre 2022, l'oblast de Léningrad possède 55 aires protégées, d'une superficie totale de 605 300 hectares, soit 7,21 % de la superficie totale de l'oblast,. Les aires protégées comprennent 3 aires d'importance fédérale, 48 d'importance régionale et 3 aires d'importance locale. Les aires protégées d'importance fédérale occupent 1,39 % de la superficie de l'oblast. Ce sont la réserve naturelle de du Bas-Svir (raïon de Lodeïnoïe Pole), la zakaznik du marais de Mchinskoïe (raïons de Gatchina et de Louga) et la réserve naturelle du golfe de Finlande oriental (raïons de Vyborg et de Kingissepp).
Les aires protégées d'importance régionale représent 5,77 % de la superficie de l'oblast. Elles se répartissent en 2 parcs naturels, en 27 zakazniks et en 19 monuments naturels. Enfin, l'oblast détient 4 aires protégées d'importance locale, toutes des paysages naturels protégés, qui occupent 0,05 % de la superficie de l'oblast. L'oblast vise d'ici 2030 la création de 96 nouvelles aires protégées. La région compte cinq sites Ramsar, avec le système marécageux de Mchinskaïa, les îles Berezovié du golfe de Finlande, la péninsule de Kourgolovo, la baie du Svir du lac Ladoga et la côte sud du golfe de Finlande. Par ailleurs, les marécages de Lensbog, le marais de Tchisty Mokh et les marécages des lacs Cancer sont classés dans la liste des marécages précieux de Russie.

## Aires protégées d'importance fédérale, régionale et locale
| Non. | Nom                                                                                      | Importance (Statut) | Type d'aire protégée                                             | Catégorie | superficie (km²) | district de la région                                                   | date de création |
| ---- | ---------------------------------------------------------------------------------------- | ------------------- | ---------------------------------------------------------------- | --- | ---------------- | ----------------------------------------------------------------------- | --- |
| 1    | Réserve naturelle d'Ingrie / du golfe de Finlande oriental                               | Fédéral             | Zapovednik                                                       | | 140 863          | Raïons de Vyborg et de Kingisepp                                        | 21 décembre 2017 |
| 2    | Réserve naturelle du Bas-Svir                                                            | Fédéral             | Zapovednik                                                       | | 416,15           | Raïon de Lodeïnoïe Pole                                                 | 1976 - réserve, 11 juin 1980 - réserve                                                                               |
| 3    | Lacs Anissimovskié                                                                       | Régional            | Zakaznik                                                         | Complexe | 15.67            | Raïon de Vyborg                                                         | 2016 |
| 4    | Pierre blanche                                                                           | Régional            | Zakaznik                                                         | Complexe | 56.56            | Raïon de Louga                                                          | 1979 |
| 5    | Îles aux bouleaux                                                                        | Régional            | Zakaznik                                                         | Complexe | 53 616           | Raïon de Vyborg                                                         | 1976 - dans le cadre de la réserve naturelle de Vyborg, depuis 1996 - attribuée en tant que zone protégée distincte  |
| 6    | Marais de Lamminsuo                                                                      | Régional            | Zakaznik                                                         | Hydrologique | 3,92             | Raïon de Vyborg                                                         | 1976 |
| 7    | Marais d'Ozern                                                                           | Régional            | Zakaznik                                                         | Hydrologique | 10.44            | Raïon de Vyborg                                                         | 1976 |
| 8    | Vessenski                                                                                | Régional            | Zakaznik                                                         | Complexe | 8 192            | Raïon de Vyborg                                                         | 2016 |
| 9    | Réserve naturelle de Vyborg                                                              | Régional            | Zakaznik                                                         | Complexe | 113,04           | Raïon de Vyborg                                                         | 1976 |
| 10   | Réserve de la Gladychevka                                                                | Régional            | Zakaznik                                                         | Complexe | 76,30            | Raïon de Vyborg et district de Kourortny de Saint-Pétersbourg           | 26 juillet 1996 |
| 11   | Marais de Glebovskoïe                                                                    | Régional            | Zakaznik                                                         | Hydrologique | 147              | Raïons de Gatchina, de Tosno et de Louga                                | 1976 |
| 12   | Réserve de Gostilitsy                                                                    | Régional            | Zakaznik                                                         | Botanique | 6 168            | Raïon de Lomonossov                                                     | 1976 |
| 13   | Collines de Värämänselkä                                                                 | Régional            | Zakaznik                                                         | Complexe | 76,135           | Raïon de Priozersk                                                      | Monument naturel depuis 1976, depuis le 26 décembre 1996 - réserve naturelle                                         |
| 14   | Chênaies près du village de Velkota                                                      | Régional            | Zakaznik                                                         | Complexe | 3.218            | Raïon de Kingissepp                                                     | Monument naturel depuis 1976, depuis le 26 décembre 1996 - réserve naturelle                                         |
| 15   | Ilola                                                                                    | Locale              | Réserve animalière [parfois considérée comme un paysage protégé] | Complexe | 3.8194           | Raïon de Vyborg                                                         | 2008 |
| 16   | Kivipark                                                                                 | Régional            | Zakaznik                                                         | Complexe | 68 586           | Raïon de Vyborg                                                         | année 2012 |
| 17   | Kokkorevski                                                                              | Régional            | Zakaznik                                                         | Complexe | 23 047           | Raïon de Vsevolojsk                                                     | 2015 |
| 18   | Réserve de Kotly                                                                         | Régional            | Zakaznik                                                         | Complexe | 161,436          | Raïon de Kingissepp                                                     | 1976 |
| 19   | Réserve de Kourgal                                                                       | Régional            | Zakaznik                                                         | Complexe | 599,5            | Raïon de Kingissepp                                                     | 20 juillet 2000 |
| 20   | Réserve de Lebiajié                                                                      | Régional            | Zakaznik                                                         | Complexe | 63 446           | Raïon de Lomonossov                                                     | 3 avril 2007 |
| 21   | Bosquet de Lindoulovskaïa                                                                | Régional            | Zakaznik                                                         | Botanique; fait partie du site du patrimoine mondial de l'UNESCO Centre historique de Saint-Pétersbourg et ensembles monumentaux annexes | 10.03            | Raïon de Vyborg                                                         | 1976, en décembre 1990 - inscrit sur la liste des sites du patrimoine mondial                                        |
| 22   | Réserve de Lissino                                                                       | Régional            | Zakaznik                                                         | Complexe | 282,60           | Raïon de Tosno                                                          | 1976 |
| 23   | Lac Melkovo                                                                              | Régional            | Zakaznik                                                         | Ornithologique | 39               | Raïon de Vyborg                                                         | 1976 |
| 24   | Marais de Mchinskoïe                                                                     | Fédéral             | Zakaznik                                                         | Hydrologique | 604              | Raïons de Gatchina et de Louga                                          | 1976, fédérale depuis le 30 août 1982                                                                                |
| 25   | Réserve de la Rakitinka                                                                  | Régional            | Zakaznik                                                         | Complexe | 7 785            | Raïon de Gatchina                                                       | 1976 |
| 26   | Lacs de Rakov                                                                            | Régional            | Zakaznik                                                         | Complexe | 105,212          | Raïon de Vyborg                                                         | 1976 |
| 27   | Marais septentrionaux de Mchinski                                                        | Régional            | Zakaznik                                                         | Hydrologique | 147              | Raïons de Gatchina et de Louga                                          | 1991 . depuis 1994, il fait partie de la zone humide d'importance internationale du système marécageux de Mshinskaya |
| 28   | Réserve du Siabero                                                                       | Régional            | Zakaznik                                                         | Complexe | 118,25           | Raïon de Louga                                                          | 1976 |
| 29   | Réserve naturelle du Tcheremenetskoïe                                                    | Régional            | Zakaznik                                                         | Paysage | 71               | Raïon de Louga                                                          | 1976 |
| 30   | Tchisty Mokh                                                                             | Régional            | Zakaznik                                                         | Complexe | 64.34            | Raïon de Kirichi                                                        | 1976 |
| 31   | Réserve de Shalovo-des-Grottes                                                           | Régional            | Zakaznik                                                         | Complexe | 52,72            | Raïon de Louga                                                          | 1976 |
| 32   | Rivière Vielitchka                                                                       | Régional            | Monument naturel                                                 | | 3,91             | Raïon de Vyborg                                                         | 2021 |
| 33   | Sources de la rivière Oredej dans la région de Dontso                                    | Régional            | Monument naturel                                                 | Complexe | 9.5              | Raïon de Volossovo                                                      | 1976 |
| 34   | Canyon de la rivière Lava                                                                | Régional            | Monument naturel                                                 | Complexe | 1.6              | Raïon de Kirovsk                                                        | 1976 |
| 35   | Hauteurs de Koltouch                                                                     | Régional            | Monument naturel                                                 | Inclus dans le site du patrimoine mondial de l'UNESCO « Centre historique de Saint-Pétersbourg et ensembles monumentaux annexes »        | 12 116           | Raïon de Vsevolojsk                                                     | 2015 |
| 36   | Musée-Domaine de N.K. Roïerich                                                           | Régional            | Monument naturel                                                 | Complexe | 0,568            | Raïon de Volossovo                                                      | année 2009 |
| 37   | Le Bas-Volkhov                                                                           | Régional            | Monument naturel                                                 | | 0,332            | Raïon de Volkhov                                                        | 2016 |
| 38   | Affleurements et galeries dévoniens sur la rivière Oredej près du village de Borchtchovo | Régional            | Monument naturel                                                 | Géologique | 2.7              | Raïon de Louga                                                          | 1976 |
| 39   | Affleurements dévoniens sur la rivière Oredej près du village de Belogorka               | Régional            | Monument naturel                                                 | Géologique | 1.2              | Raïon de Gatchina                                                       | 1976 |
| 40   | Affleurements dévoniens sur la rivière Oredej près du village de Iam-Tioosovo            | Régional            | Monument naturel                                                 | Géologique | 2.25             | Raïon de Louga                                                          | 1976 |
| 41   | Affleurements de roches dévoniennes et ordoviciennes sur la rivière Saba                 | Régional            | Monument naturel                                                 | Géologique | 6.5              | Raïon de Louga                                                          | 1976 |
| 42   | Lac Krasnoïe                                                                             | Régional            | Monument naturel                                                 | Géologique et hydrologique | 28 275           | Raïon de Priozersk                                                      | 1976 |
| 43   | Lac Iastrebinoïe                                                                         | Régional            | Monument naturel                                                 | Complexe | 6 295            | Raïon de Priozersk                                                      | 1976 |
| 44   | Île Goussï                                                                               | Régional            | Monument naturel                                                 | Géologique | 0,54             | Raïon de Vyborg                                                         | 1976 |
| 45   | Sources et lacs de radon dans le village de Lopoukhinka                                  | Régional            | Monument naturel                                                 | Géologique et hydrologique | 1 589            | Raïon de Lomonossov                                                     | 1976 |
| 46   | Rivière Ragoucha                                                                         | Régional            | Monument naturel                                                 | Complexe | 10.34            | Raïon de Boksitogorsk                                                   | 1976 |
| 47   | Sablinski                                                                                | Régional            | Monument naturel                                                 | Complexe | 3 288            | Raïon de Tosno                                                          | 1976 |
| 48   | Staraïa Ladoga                                                                           | Régional            | Monument naturel                                                 | Complexe | 2.2              | Raïon de Volkhov                                                        | 1976 |
| 49   | Hauteurs de Toksovo                                                                      | Régional            | Monument naturel                                                 | | 0,59             | Raïon de Vsevolojsk                                                     | année 2014 |
| 50   | Chtcheleïki                                                                              | Régional            | Monument naturel                                                 | Géologique | 6,40             | Raïon de Podporojié                                                     | 1976 |
| 51   | Forêt vepsienne                                                                          | Régional            | Parc naturel                                                     | | 1891             | Raïons de Lodeïnoïe Pole, de Podporojié, de Tikhvine et de Boksitogorsk | 14 septembre 1999 |
| 52   | Réserve de Tokskovo                                                                      | Régional            | Parc naturel                                                     | | 27.6             | Raïon de Vsevolojsk                                                     | 2019 |
| 53   | Lac Vääräjärvi                                                                           | Locale              | Paysage naturel protégé                                          | Complexe | 0,818            | Raïon de Vsevolojsk                                                     | 2008 |
| 54   | Clairière Bianki                                                                         | Locale              | Paysage naturel protégé                                          | Complexe | 0,201            | Raïon de Lomonossov                                                     | 2008 |
| 55   | Haapala                                                                                  | Locale              | Paysage naturel protégé                                          | Complexe | 3 961            | Raïon de Vyborg                                                         | 2008 |

## Zones humides d'importance internationale (Ramsar)
| Non. | Nom | type de zone protégée | superficie (km²) | zone                               | date de fondation |
| ---- | --- | --------------------- | ---------------- | ---------------------------------- | ----------------- |
| 1    | Îles Berezovié du golfe de Finlande de la mer Baltique dans la réserve naturelle d'État « Îles Bouleau »                                | zone humide           | 522,95           | Raïon de Vyborg                    | 13 septembre 1994 |
| 2    | Péninsule de Kourgal du golfe de Finlande de la mer Baltique dans la réserve naturelle d'État de la péninsule de Kourgal                | zone humide           | 599,5            | Raïon de Kingissepp                | 13 septembre 1994 |
| 3    | La côte sud du golfe de Finlande de la mer Baltique, dans la réserve naturelle d'État de Lebiajié                                       | zone humide           | 64               | Raïon de Lomonossov                | 13 septembre 1994 |
| 4    | Système marécageux de Mchinskoïe dans le cours inférieur de la rivière Oredej dans la réserve d'État de l'oblast "Marais de Mshinskoïe" | zone humide           | 751              | Raïons de Gatchina et Louga        | 13 septembre 1994 |
| 5    | L'embouchure de la rivière Svir, y compris la réserve naturelle d'État du Bas-Svir                                                      | zone humide           | 605              | Raïons de Volkhov et Lodeynopolsky | 13 septembre 1994 |

## Réserves de la forêt vepsienne
| Non. | Nom                           | superficie (km²) | zone                                  |
| ---- | ----------------------------- | ---------------- | ------------------------------------- |
| 1    | Réserve Achtchozerski         | 74.1             | Raïons de Podporojié et Tikhvinsky    |
| 2    | Réserve "Forêt Vepsienne"     | 73.92            | Raïons de Podporojié et Tikhvinsky    |
| 3    | Réserve des Lacs Suspendus    | 43               | Raïon de Podporojié                   |
| 4    | Réserver de roches houillères | 17.74            | Raïon de Tikhvine                     |
| 5    | Réserver Lérinski             | 16               | Raïons de Tikhvine et de Boksitogorsk |
| 6    | Réserve de Lensboloto         | 38               | Raïons de Podporojié et Tikhvinsky    |
| 7    | Réserve d'Ouria-Kanjaïa       | 35               | Raïon de Tikhvine                     |